# Francesc d'Assís Tàrrega i Eixea
Francesc d'Assís Tàrrega i Eixea (Vila-real, 21 de novembre de 1852 – Barcelona, 15 de desembre de 1909) fou un compositor i guitarrista valencià. Fou el primer concertista de guitarra en la seua època.

## Biografia

### Infantesa i formació musical
Va nàixer en una casa situada a la plaça de Sant Pasqual, molt a prop del santuari del sant. Son pare, Francesc Tàrrega Tirado, i sa mare, Antònia Eixea Broch, treballaven com a estatgers per a la comunitat de les Mares Clarisses del convent de Sant Pasqual. A causa de l'ocupació dels pares, el xicotet Francesc era cuidat per una assistenta. En una ocasió, Francesc va fugir de la mainadera i va caure en una séquia prop de sa casa. El bac li va danyar els ulls per sempre. Son pare va pensar que el xiquet podia perdre completament la vista, de manera que es van traslladar a Castelló perquè assistira a classes de música i, en cas de quedar cec, poguera guanyar-se la vida tocant algun instrument.
Va ser curiosament un músic cec, Eugeni Ruiz, qui va impartir a Tàrrega les primeres lliçons musicals. I un altre cec, Manuel González, també conegut com "el Cec de la Marina" va ser qui el va iniciar en el món de la guitarra. Aquest es guanyava la vida tocant tal instrument, i sabia molt bé tots els trucs per a animar la generositat del públic, secrets que va ensenyar al jove Tàrrega.
L'any 1862, el famós concertista Julián Arcas feu un concert a Castelló de la Plana i va tindre l'oportunitat de sentir tocar el jove. Va quedar tan impressionat per la seua habilitat que va recomanar a son pare que l'enviara a Barcelona per a millorar els estudis musicals. D'aquesta manera, Tàrrega es va desplaçar a la ciutat comtal, però prompte va abandonar la casa dels familiars on residia i es va unir a un grup de joves músics, que tocaven en tavernes i cafeteries per a guanyar alguns diners, en compte d'assistir al conservatori. Son pare se'n va assabentar i va anar a Barcelona per a dur Tàrrega de tornada cap a casa.

### Anys de joventut
La situació econòmica forçà Tàrrega a contribuir als ingressos familiars, de manera que, després de diversos concerts en pobles veïns, aconseguí una plaça com a pianista en el Casino de Borriana. Durant aquest temps, va alternar la faena de pianista amb una valenta defensa de la guitarra. Un ric home de negocis, Antonio Canesa, va costejar un viatge de Tàrrega a Madrid per a millorar els seus coneixements en el Conservatori Nacional de Música. Quan hi va arribar, duia la seua primera guitarra de qualitat, fabricada per Antonio Torres, de Sevilla, i que es convertiria en la seua preferida per sempre.

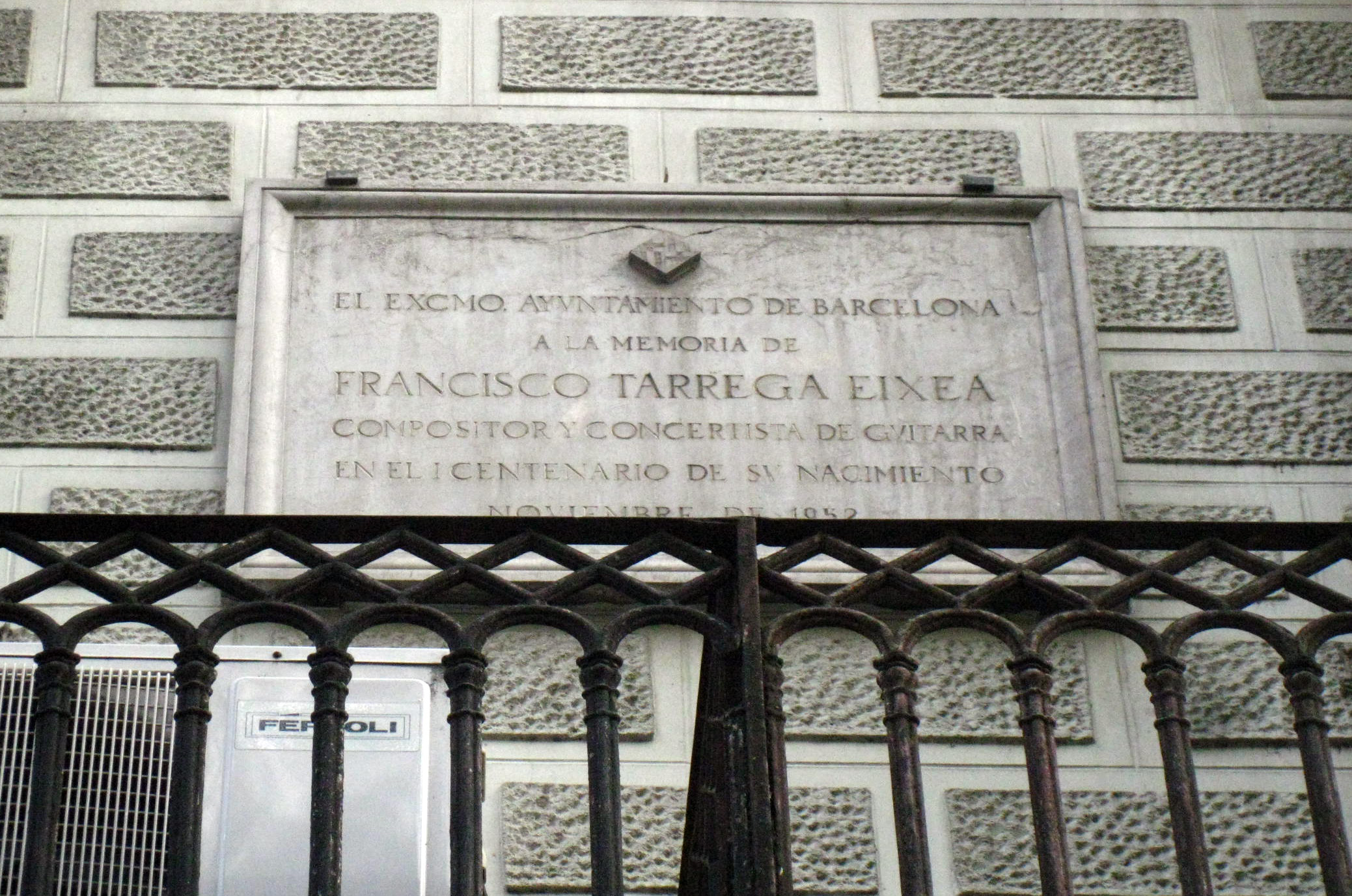
Placa en record de Francesc Tàrrega i Eixea amb motiu del centenari del seu naixement, al carrer de València núm. 234, on va residir durant la seva estada a Barcelona

Va entrar al Conservatori de Madrid el 1874, on va estudiar composició amb Emilio Arrieta. Els anys d'estudiant varen ser difícils. El piano era l'instrument de moda, mentre que la guitarra havia perdut el prestigi i havia caigut al mínim en l'escala d'instruments. Considerada inapropiada per als concerts, el seu paper estava reduït simplement al d'acompanyament de cantants. Va ser en el mateix Conservatori Nacional de Música on, havent vist la gran qualitat de Tàrrega amb la guitarra en un concert, el seu professor Arrieta el va abraçar i li va dir: "La guitarra et necessita, i tu has nascut per a ella". Des d'aquest instant, abandonà la carrera de piano i es va concentrar exclusivament en el seu instrument preferit.
El 1870 ensenyava guitarra i feia concerts amb regularitat. Virtuós del seu instrument, era conegut com el «Sarasate de la guitarra». Emili Pujol i Miquel Llobet van ser alumnes seus.
Durant l'hivern de 1880, Tàrrega va substituir el seu amic i guitarrista Luis de Soria en un concert a Novelda, ciutat on va conèixer la seua futura esposa, Maria Rizo. La seua fama començà a créixer i el seu sentiment interpretatiu captivà les audiències. En 1881 es va desplaçar a França. Després d'un meravellós concert a Lió, va arribar a París, on va conèixer els personatges més importants de l'època. Va actuar en diversos teatres, i el van convidar a tocar per a la reina d'Espanya, Isabel II. Va prosseguir el viatge cap a Londres, des d'on va tornar a Novelda per a contraure matrimoni amb la seua promesa, Maria Rizo.

### Concertista internacional
La nova família es va traslladar a Madrid, on va nàixer la primera filla, María Josefa, que va morir al cap de poc. Més tard s'establiren a Barcelona, i des d'ací van viatjar a molts llocs per oferir concerts. És el període de maduresa musical de Tàrrega. Realitza freqüents gires: Perpinyà, Cadis, Niça, Mallorca, París, València…
Al Cap i Casal valencià va conèixer una dama que influiria en la seua carrera: Conxa Martínez, rica viuda que el va prendre sota la seua protecció artística, i els va prestar, a ell i a la seua família, una casa al barri de Sant Gervasi de Barcelona. Ací és on Tàrrega va compondre la majoria de les més famoses obres mestres. En tornar d'un viatge a Granada escrigué el trèmolo Recuerdos de la Alhambra, i estant a Algèria li arribà la inspiració per a compondre Danza Mora. Allà va conèixer el compositor Camille Saint-Saëns i més tard, a Sevilla, va escriure la majoria dels seus Estudis, com el titulat Adelita. Al seu benvolgut amic i compositor Tomás Bretón va dedicar la bella composició Capricho árabe. Tanmateix, Tàrrega no se sentia satisfet amb el so que estava obtenint de la seua guitarra i, als 50 anys, el 1902, decideix jugar-se el seu propi prestigi i comença a tallar-se les ungles a poc a poc fins a fer-les quasi desaparèixer davall la pell dels dits, que es va endurir fins a obtenir el dolç so característic de la seua escola.
Continuà els seus grans concerts: Bilbao, Gènova, Milà, Florència, Nàpols i Roma. A Itàlia demostrà la seua incomparable mestria, tal com reflecteixen les cròniques, i va fer multitud d'amics i admiradors. Però ni tan sols la fama va poder canviar la personalitat de Tàrrega. Home sensible i afectuós, va continuar obrint les portes de sa casa tots els amics, sense tindre en compte la condició social. Tàrrega era una persona tímida que preferia els concerts d'ambient familiar, amb un reduït nombre d'assistents, als grans teatres.

### Malaltia i recuperació

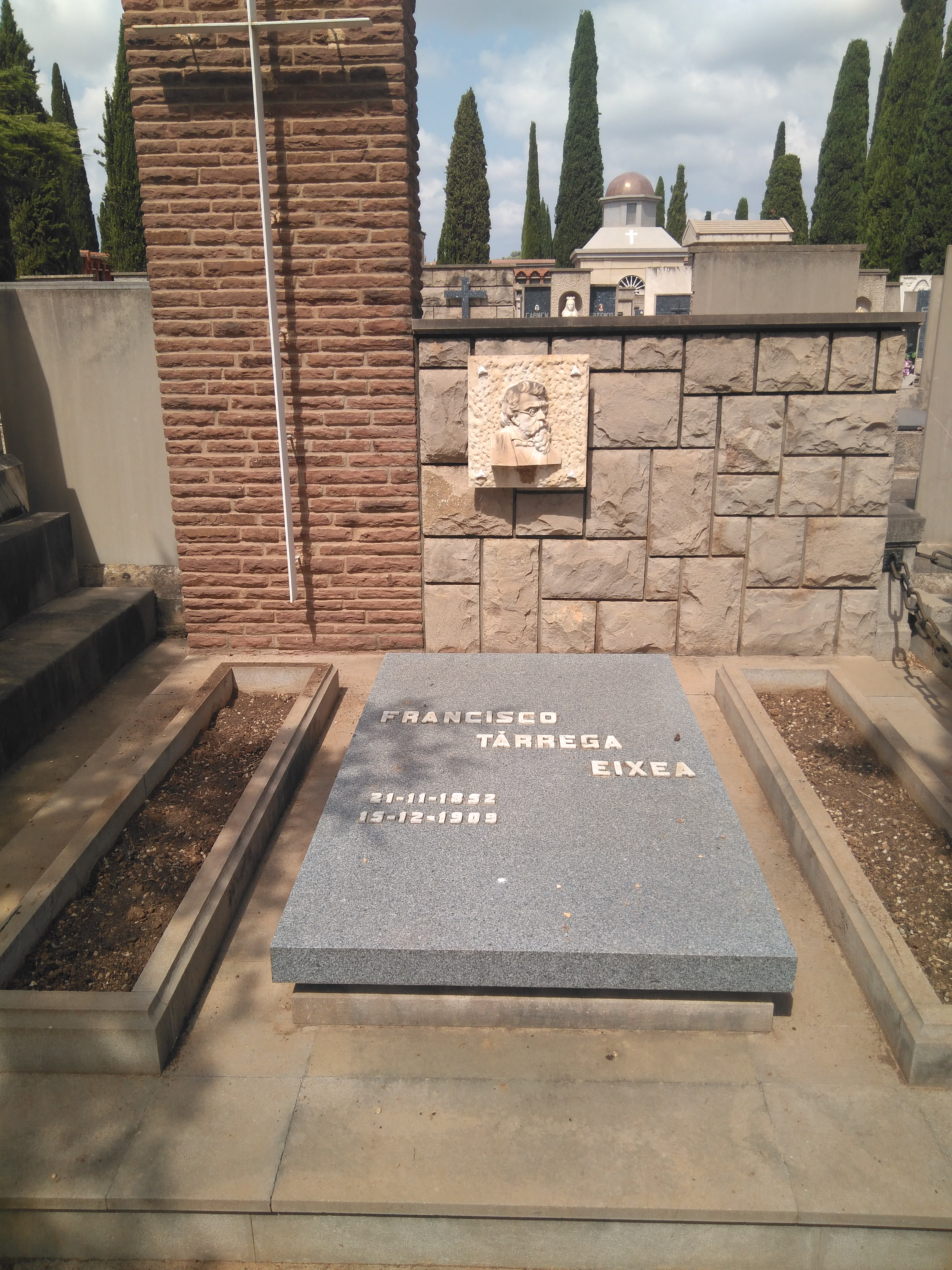
Tomba de Francisco Tàrrega al cementiri de Sant Josep, a Castelló de la Plana.

Aquesta manera de ser li va fer gastar la majoria dels diners que havia guanyat, fins al punt que el seu germà Vicent va ser qui va ajudar a tirar avant la família donant classes de guitarra als alumnes de Tàrrega quan es trobava de gira. Però la sort no estava del costat de Tàrrega i el gener de 1906 una hemiplegia va deixar-li paralítica la meitat esquerra del cos. La recuperació va ser lenta i penosa. La llarga malaltia va buidar les arques familiars, i els seus molts amics van demostrar que ho eren tornant-li els favors que els havia fet Tàrrega en temps millors.
Així, organitzen una sèrie de concerts bimensuals, les Audicions Tàrrega, en què els seus amics pagaven al mestre per les seues interpretacions. Tàrrega es va recuperar i va iniciar novament les gires. L'octubre de 1908 va sentir nostàlgia i va tornar a Castelló. D'ací es desplaçà a Novelda en 1909, i va tornar a València, Cullera i Alcoi per a oferir alguns concerts. A Picanya va compondre les últimes obres, Endecha i Oremus, datada el 2 de desembre d'aquell any.
El 3 de desembre es va sentir malament i va tornar a Barcelona, on va estar a sa casa del carrer València fins al 15 de desembre de 1909 de bon matí, dia en què va morir. Enterrat al Cementiri de Montjuïc de Barcelona, fou traslladat al final del mateix mes al cementiri de Sant Josep de Castelló de la Plana, on en 1961 se li aixecà un mausoleu.

## Obra
A banda de les seues obres originals per a guitarra va fer transcripcions per a guitarra de peces d'altres compositors, com ara algunes de Beethoven, Chopin i Mendelssohn.
Es considera que Tàrrega ha creat els fonaments de la tècnica de la guitarra clàssica del segle xx i de l'interès creixent per la guitarra com a instrument de recital.
Com altres dels seus contemporanis espanyols, el seu amic Isaac Albéniz, per exemple, Tàrrega va tenir interès a combinar la tendència romàntica que prevalia en música clàssica amb els elements populars espanyols. El conegut guitarrista contemporani Angelo Gilardino ha escrit que els 9 Preludis de Tàrrega són "... el més profund pensament musical de Tàrrega de forma concentrada".

## Dades curioses
Una de les músiques més sentides en el món, coneguda com la Nokia perquè és el to d'alarma dels mòbils d'aquesta marca, està treta d'una peça anomenada Gran Vals, original de Tàrrega. Cal dir que de les seues obres s'han realitzat versions per artistes com Mike Oldfield i han aparegut en pel·lícules, com Entre Copes, de l'any 2005. Va dedicar un minuet a la seva alumna italiana Maria Rita Brondi.
L'asteroide (5058) Tarrega està dedicat a la seva persona i obra.
El 2015 el violista italià Marco Misciagna va publicar els arranjaments per a viola sola del Tango, Capricho árabe i Recuerdos de la Alhambra.
El 2018 va sortir una sèrie de televisió de Corea del Sud anomenada Records de l'Alhambra (en coreà: 알함브라 궁전의 추억; RR: Alhambeura gungjeonui chueok, i en anglès Memories of the Alhambra). L'acció té lloc principalment a Granada, Barcelona i a la segona meitat, Seül, és un thriller de ciència-ficció - fantasia sobre un joc de realitat augmentada inspirat en històries del palau de l'Alhambra, amb qüestions de cor i intriga de negocis d'alta volada. El títol es refereix a la peça, Recuerdos de la Alhambra, peça que forma una part clau de la música de la sèrie, i en què sovint apareix un personatge tocant-la a la guitarra.

## Album
- Duo Imbesi Zangarà, Tocando en Dos  works by Julian Arcas, Francisco Tarrega, Dionisio Aguado, performed by Carmelo Imbesi e Carmen Zangarà, Classical Music 3.0, 2022